# سلیمان محمدی
سلیمان محمدی روزنامه‌نگار ایرانی است. محمدی فعالیت خود را از سال ۱۳۸۳ در تهران آغاز‌ کرد و پس از بارها احضار و بازجویی در طول فعالیت خبرنگاری خود، در بهمن ۱۳۹۱ دستگیر و پس از 57روز از بند امنیتی زندان اوین آزاد شد.

## فعالیت دانشجویی
محمدی پیش از فعالیت در روزنامه به عنوان فعال دانشجویی شناخته می‌شد. او دبیر شورای صنفی دانشکده علوم اجتماعی و ارتباطات دانشگاه علامه طباطبایی بود که پس از تغییر دولت اصلاحات و روی کار آمدن دولت محمود احمدی نژاد با حکم تعلیق و محرومیت از تحصیل در دانشگاه مواجه شد. محرومیت از تحصیل او به مدت ۱۱ ترم ادامه پیدا کرد و در نهایت در سال ۱۳۹۱ با حکم وزارت علوم تحقیقات و فناوری از دانشگاه اخراج شد و برای همیشه از تحصیل در دانشگاه‌های ایران محروم شد.
محمدی در زمان فعالیت دانشجویی و در دوره محرومیت از تحصیل، سخنگوی کمیته دفاع از حق تحصیل بود. این کمیته از سوی دانشجویان محروم از تحصیل راه‌اندازی شد که بعدها با بازداشت برخی از اعضای آن و خروج برخی دیگر از کشور، عملاً فعالیتش متوقف‌شد.

## خبرنگاری
سلیمان محمدی در طول سال‌های فعالیت خود در روزنامه‌های همشهری، اعتماد، بهار، شرق، روزگار، دنیای اقتصاد، هدف و اقتصاد، فرهنگ آشتی، حمل و نقل و غیره ابتدا به عنوان خبرنگار اجتماعی و در ادامه در جایگاه دبیر سرویس اجتماعی و حوادث و در نهایت به معاون معاون سردبیر و سردبیر مشغول به کار بوده‌است. او در دوره دبیری سرویس اجتماعی و حوادث روزنامه روزگاری در سال ۱۳۸۹ تا ۱۳۹۰ و پس از ایجاد موج‌های خبری درباره تجاوزهای دسته‌جمعی در خمینی شهر بیشتر شناخته شد. یکی دیگر از حوزه‌های تخصصی فعالیت او جنگ و قربانیان مین و شهروندان قربانی گازهای شیمیایی است.

## بازداشت
سلیمان محمدی بهمن ۱۳۹۱ زمانی که به عنوان در روزنامه بهار فعالیت می‌کرد شبانه و در حال خرید در خیابان قائم‌مقام فراهانی تهران از سوی ماموران وزارت اطلاعات دستگیر‌شد. در ادامه این دستگیری ۱۶ روزنامه‌نگار دیگر هم بازداشت شدند. وزارت اطلاعات در ابتدا اطلاعات این روزنامه‌نگاران را به جاسوسی و ارتباط با رسانه‌های بیگانه متهم‌کرد. محمدی 50 روز در سلول انفرادی بند ۲۴۰ و ۷ روز در بند ۲۰۹ زندان اوین به اتهام تبلیغ علیه نظام و توهین به مقامات کشور مورد بازجویی قرار‌گرفت و در نهایت روز ۱۳ اسفند با وثیقه ۱۰۰ میلیون تومانی آزاد‌شد. او قبل و بعد از بازداشت بارها از سوی رسانه‌های نزدیک به نهادهای امنیتی مورد اتهام واقع شد.

### واکنش‌ها
سازمان‌ها و نهادهای بین‌المللی از جمله گزارشگران سازمان ملل متحد، سازمان عدالت برای ایران، اتحادیه اروپا، فدراسیون بین‌المللی روزنامه‌نگاران و گزارشگر ویژه سازمان ملل اعتراض‌های گسترده‌ای به بازداشت دسته جمعی این روزنامه‌نگاران کردند.

## افتخارات
او در چند سال نخست فعالیت خود در جشنواره‌های برای بهتر زیستن، ترافیک و رسانه، حمل و نقل و رسانه و رسانه‌های شهری، پنج بار مقام نخست بخش گفتگو را کسب‌کرد.